# الفتوحات المكية
الفتوحات المكية من أهم كتب ابن عربي في التصوف كتبها في بداية أمرهِ كرسالة تسمى (الفتح المكي) ثم أكملها بعد زمن حتى أصبحت تحتوي على أكثر من 4000 صفحة وقد قال فيها: «كنت نويت الحج والعمرة فلما وصلت أم القرى أقام الله في خاطري أن أعرف الولي بفنون من المعارف حصلتها في غيبتى وكان الأغلب هذه منها ما فتح الله علي ثم طوافي بيته المكرم». وقال في الباب الثامن والأربعين: «وأعلم أن ترتيب أبواب الفتوحات لم يكن عن أختيار ولا عن نظر المذوق وإنما الحق الله يملي لنا على لسان ملك الإلهام جميع ما نسطره وقد نذكر كلاماً بين كلامين لا تعلق له بما قبله ولا بما بعده وذلك شبيه بقول الله «حافظوا على الصلوات والصلاة الوسطى» بين آيات طلاق ونكاح وعدة ووفاة». وقال: «وأعلم أن جميع ما أتكلم فيه في مجالسي وتصانيفي إنما هو من حضرة القرآن وخزائنه فإني أعطيت مفاتيح الفهم فيه والإمداد منه».
وفي أوله مقدمة في فهرسة ذكر فيه خمسمائة وستين باباً والباب التاسع والخمسون وخمسمائة منه باب جمع فيه أسرار الفتوحات كلها وجد بخطه في آخر الفتوحات من هذا الباب في سنة تسع وعشرين وستمائة.

## اختصار الفتوحات المكية
وقد اختصرها الشيخ عبد الوهاب بن أحمد الشعراني المتوفى سنة ثلاث وسبعين وتسعمائة وسماه لواقح الأنوار القدسية المنتقاة من الفتوحات المكية وفرغ منه في ذي الحجة سنة ستين وتسعمائة ثم لخص ذلك التلخيص ثانيا وسماه الكبريت الأحمر من العلوم، ذكر فيه ان جماعة من مشايخ عصرهِ بمصر سألوه اختصاره بمعنى انه حذف لهم منه كل ما لا تمس الحاجة اليه من المسائل بمعنى تقليل اللفظ وتكثير المعنى فأجاب ولم يخرج عن ترتيب الشيخ على خمسمائة وستين بابا.

## اقوال العلماء عن الكتاب
وقد تكلم العلماء فيه قال البقاعي يسميها المحقون القبوحات الهلكية وله غزوات مدنية مختصرة عشر قال الشعراني في مختصر الفتوحات وقد توقفت حال الاختصار في مواضع كثيرة منها لم يظهر لي موفقتها لدين الإسلام فحذفتها من هذا المختصر وربما سهوت فتتبعت ما في الكتاب كما وقع للبيضاوى مع الزمخشري ثم لم ازل كذلك اظن ان المواضع التي حذفت ثابتة عن الشيخ محيي الدين حتى قدم علينا الأخ العالم الشريف شمس الدين السيد محمد بن السيد أبى الطيب المدني المتوفى سنة خمس وخمسين وتسعمائة فذاكرته في ذلك فاخرج إلى نسخة من الغزوات التي قابلها على النسخة التي عليها خط الشيخ محيي الدين نفسه بقونية فلم أرَ فيها شيئأ مما توقفت فيه وحذفته فعلمت ان النسخ التي في مصر الآن كلها كتبت من النسخة التي للشيخ فيها مما يخالف عقائد المسلمين كما وقع له ذلك في كتاب فصوص الحكم وغيره وقد اطلعنى الأخ الصالح السيد الشريف المدني على صورة ما رآه مكتوبا بخط الشيخ محيي الدين وغيره على النسخة التي وقفها الشيخ في قونية وهو هذا وقف محمد بن على بن عربي الطائي هذا الكتاب على جميع المسلمين وفي آخر وقد تم هذا الكتاب على يد منشئه وهو النسخة الثانية منه بكرة يوم الأربعاء الرابع والعشرين من شهر ربيع الأول سنة ست وثلاثين وستمائة وكتبه منشئه قال السيد وهذه النسخة في سبعة وثلاثين مجلدا وفيها زيادات على النسخة الأولى، قال وفي ظهره ترجمة اسم الكتاب بخطه وتحته بخط الشيخ صدر الدين القونوي: «إنشاء محيي الدين بن عربي»، وتحته «ملك هذه المجلدة لمحمد بن إسحاق القونوي» وتحته أيضا بخط «الشيخ صدر الدين رواية محمد بن أبى بكر بن ميذار التبريزي سماعا منه انتقل إلى خادمه وربيب لطفه محمد بن إسحاق سنة سبع وثلاثين وستمائة»، وأورد ما نقله السيد من الكتاب السماع في آخر المجلدات.

## تحقيقات الفتوحات
لم يخدم هذا الكتاب علمياً رغم نشراته الكثيرة وتحقيقاته المكررة، إلا أن له نشرة علمية محققة ومعتمدة أكاديمياً في الدراسات الجامعية وهي نشرة الدكتور عثمان يحيى، وتعد طبعة نادرة.

## روابط خارجية
- لتحميل كتاب الفتوحات المكية